# レン (歌手)
レン（朝: 렌、1995年11月3日 - ）は、大韓民国の歌手であり、アイドルグループNU'ESTのメンバー。本名、チェ・ミンギ。韓国芸術高等学校卒業。漢陽大学未来人材教育院(実用音楽学専攻K-POPコース)在学中

## 来歴

### デビュー前
釜山で行われたスーパースターKのオーディション会場でキャスティングされる
2011年にAfter school blueの「Wonder boy」にバックダンサーとして出演。その後Pledis Entertainmentのクリスマスシングル「Love  Letter」に参加し、Pledis  Boysのメンバーとして同曲のミュージックビデオにも出演した。

### デビュー後
2017年、NU'ESTでの活動を暫時的に中断しMnetのサバイバルオーディション番組、PRODUCE101 season2に練習生として参加。最終順位は20位。
出演後は2019年までNU'EST Wとして活動した。PRODUCE101 season2放送終了後、パク・ヘジン主演ドラマ「四子」にナナ(AFTERSCHOOL)の弟役で出演を確定していたがその後制作トラブルで編制中止となった
2022年、NU'ESTとPledisエンターテインメントの専属契約が3月14日に終了することに伴いメンバーのJR、アロンと共に所属事務所を退所。
４月30日、WONDERLAND FESTIVAL 2022にソロ歌手として出演。
５月7日、Big Planet Made(BPM)と専属契約を締結したことを発表。公式Twitter、Instagramが開設され、その後グローバルファンダムプラットフォームUNIVERSEに合流した。
11月12日、日本初単独ファンコンサートを開催

## 人物
ポジションはサブボーカル。兄がいる。好きなアーティストはレディー・ガガ、イ・ヒョリ。芸名のレンは日本語の蓮から由来しており「音楽界で花を咲かせろ」という意味を込めて事務所社長のハン・ソンス代表が命名したものである。
- 2018年、韓国日刊スポーツが行った「アイドル100人の選択」イケメン部門で4位[10][11]
- 2020年2月19日放送、Mnet「TMIニュース」の「女性より美しい男性アイドル部門」で6位[12]。
- 2020年5月27日放送、「TMIニュース」の「料理ができないアイドル部門」で1位[13]

## 出演

### テレビ番組
ドラマ
- チョン・ウチ(原題:전우치、田禹治)(2013年、 KBS)-カンスル役[第19,21,22話][14]
- 中国版「孤独のグルメ」(原題: 孤独的美食家中国版)(2015年、Youku)-漢方屋の息子役[第3話]
- 少女立ち入り禁止 (2016年、NAVER TVcast)-パク・シウ役［第6,7話］[15]
- Something Family Season 2 (2018年、Amarin TV（英語版）)-カメオ出演[第10 ,11話]
- Coffee Society 4.0(2018年、Amarin TV)-カメオ出演[第16話]
- ずっとあなたを待っていました（2023年、ENA）-オ・ジヌ役[16]

バラエティ
- PRODUCE 101 (Season 2) (2017年、Mnet)[17]
- 求めて苦労(原題:사서고생)(2017年 JTBC,JTBC2)[18]
- The コンデ Live (2018年、Mnet)-レギュラー[19]
- ホグのチャート (2019年、JTBC2)-レギュラー[20]

### 映画
- 知らない、ふたり(2016年)-主演・キム・レオン役[21]
- 影の告白(2023年）-主演・ユンホ役[22][23]

ミュージカル
- ジェイミー(2020年)-主演・ジェイミー役[24]
- ヘドウィグ(2021年)-主演・ヘドウィグ役[25]
- バンジージャンプする(2022年)-イム・ヒョンビン役[26]
- 三銃士(2023年)-ダルタニャン役[27]
- 冬の旅人(2023年)-ハン・ミヌ役